# Melicope triphylla
Melicope triphylla är en vinruteväxtart som först beskrevs av Jean-Baptiste de Lamarck, och fick sitt nu gällande namn av Elmer Drew Merrill. Melicope triphylla ingår i släktet Melicope och familjen vinruteväxter. Inga underarter finns listade i Catalogue of Life.